# Qianmen

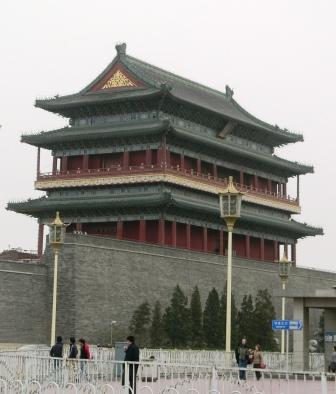

Qianmen (前门; 前門; Qiánmén) eller äldre namnet Zhengyangmen (正阳门; 正陽門; Zhèngyángmén) var under Mingdynastin Pekings centrala södra stadsport. Qianmen är belägen söder om Himmelska fridens torg.
Qianmen uppfördes 1419 och var då stadsmurens största och viktigaste port. 1553 expanderades Pekings stadsmur med den yttre och södra muren som även omslöt området söder om Qianmen.
| Pekings tunnelbana |         |                |
|                    | Linje 2 | Qianmen (前门) |